# Isaan (taal)

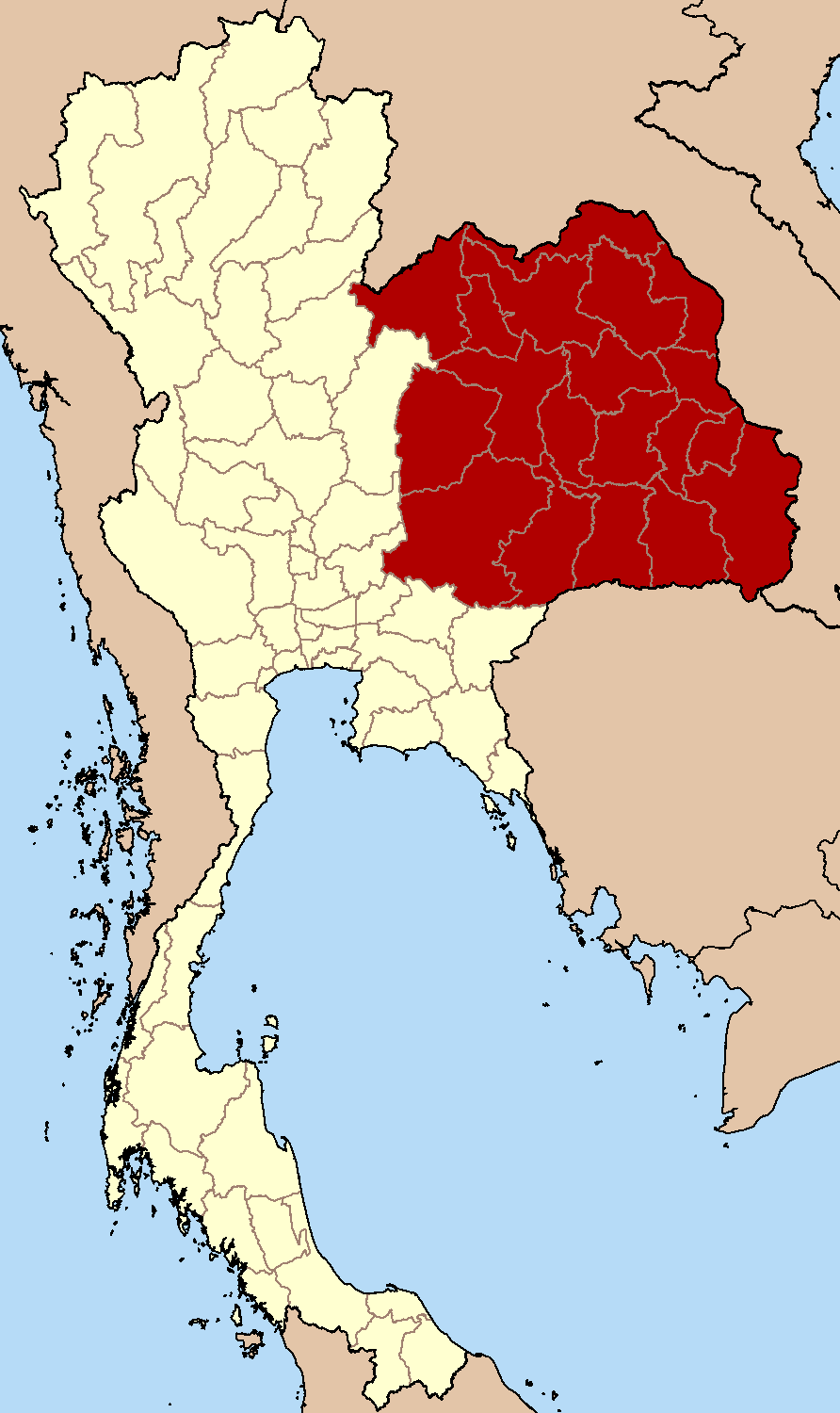
Isaangebied

Isaan (ภาษาอีสาน, phasa isan) is een taal die voornamelijk gesproken wordt in het gelijknamige gebied Isaan (letterlijk "noordoost") in het noordoosten van Thailand.
De taal is sterk verwant aan het Laotiaans maar heeft ook veel Thaise invloeden. De taal is onderdeel van de Tai-talen in de Tai-Kadaitaalgroep.
Tot circa 1920 werd de taal in het Tai Noi-schrift geschreven, daarna werd het Thaise taalonderwijs geïntroduceerd en het Thaise alfabet gebruikt.
Thai-Lao verschilt in die zin van het Laotiaans, dat het Laotiaans zes tonen kent en Thai Lao slechts 5.